# Größenklasse (Recht)
Kapitalgesellschaften werden im Bilanzrecht in vier Größenklassen eingeteilt: kleinste, kleine, mittelgroße und große Gesellschaften. An größere Gesellschaften werden strengere Rechnungslegungsanforderungen gestellt als an kleinere Gesellschaften. Die Unterscheidung der Größenklassen hat vor allem für die Publizitätspflicht Bedeutung hinsichtlich des Umfangs und Detaillierungsgrades, in welchem der Inhalt des Jahresabschlusses offenzulegen ist. Für mittelgroße und große Gesellschaften folgt aus § 316 HGB außerdem die Pflicht den Jahresabschluss durch einen Abschlussprüfer prüfen zu lassen.
Die Rechnungslegungsvorschriften des HGB gelten nur für Kapitalgesellschaften und für Personenhandelsgesellschaften ohne natürliche Person als persönlich haftenden Gesellschafter (etwa die GmbH & Co. KG). Für die übrigen Personenhandelsgesellschaften ist die Einordnung in Größenklassen nicht relevant; sie trifft erst bei erheblich größeren Kennzahlen eine Publizitätspflicht nach dem Publizitätsgesetz.

## Einordnung
Die Einordnung einer Gesellschaft wird in Deutschland von § 267, § 267a HGB bestimmt. Als Größenkriterien werden die bei der Messung der Betriebsgrößen üblichen Merkmale von Bilanzsumme, Umsatzerlöse und Anzahl der Arbeitnehmer herangezogen. Danach gelten börsennotierte Gesellschaften stets als große Gesellschaften. Alle übrigen Gesellschaften werden nach Größenmerkmalen eingeordnet. So bezeichnet man als
- kleinst: Gesellschaften, die mindestens zwei der drei nachstehenden Merkmale nicht überschreiten:
  - 450.000 Euro Bilanzsumme
  - 900.000 Euro Umsatzerlöse in den letzten 12 Monaten vor dem Abschlussstichtag
  - 10 Arbeitnehmer im Jahresdurchschnitt

- klein: Gesellschaften, die mindestens zwei der drei nachstehenden Merkmale nicht überschreiten:
  - 7.500.000 Euro Bilanzsumme
  - 15.000.000 Euro Umsatzerlöse in den letzten 12 Monaten vor dem Abschlussstichtag
  - 50 Arbeitnehmer im Jahresdurchschnitt

- mittelgroß: Gesellschaften, die mindestens zwei der drei nachstehenden Merkmale nicht überschreiten:
  - 25.000.000 Euro Bilanzsumme
  - 50.000.000 Euro Umsatzerlöse in den letzten 12 Monaten vor dem Abschlussstichtag
  - 250 Arbeitnehmer im Jahresdurchschnitt

- groß: Gesellschaften, die mindestens zwei der drei Kriterien für mittelgroße Gesellschaften überschreiten sowie kapitalmarktorientierte Kapitalgesellschaften

Dabei wechselt die Einordnung einer Gesellschaft von einer Kategorie in eine andere nur dann, wenn die Größenmerkmale dies in zwei aufeinanderfolgenden Jahren rechtfertigen. Damit wird ein jährlicher Hin-und-her-Wechsel der Offenlegungspflichten vermieden. Soweit nichts anders geregelt ist, gelten die für kleine Kapitalgesellschaften vorgesehenen besonderen Regelungen für Kleinstkapitalgesellschaften entsprechend.
Berechnung der Arbeitnehmerzahl: Nach § 267 Abs. 5 HGB wird auf die durchschnittlich beschäftigten Arbeitnehmer abgestellt. Mitarbeiter im Ausland werden mitgezählt, Auszubildende allerdings nicht. Weiterhin ist Gesetzeskommentaren zu entnehmen, dass Teilzeitbeschäftigte voll gezählt werden, die gesetzlichen Vertreter einer Kapitalgesellschaft allerdings nicht mitgezählt werden.

## Weitere Definitionen
Neben der handelsrechtlichen Definition existieren weitere Begriffsdefinitionen. Gemäß der EU-Empfehlung 2003/361/EG gelten Unternehmen mit mehr als 250 Mitarbeitern oder Jahresumsätzen von über 50 Mio. Euro als Großunternehmen.
Das Institut für Mittelstandsforschung Bonn (IfM) definiert ein Unternehmen als Großunternehmen, wenn dieses 500 oder mehr Mitarbeiter hat oder einen Umsatz von mindestens 50 Mio. Euro jährlich erwirtschaftet.